# Alliance solidaire des travailleurs
L'Alliance solidaire des travailleurs ((en) : Workers Solidarity Alliance) (WSA) est un groupe politique anarcho-syndicaliste américain fondé en 1984. Elle a été membre de l'Association internationale des travailleurs.